# Eugenio Mena
Eugenio Esteban Mena Reveco, född 18 juli 1988 i Viña del Mar, Chile, är en chilensk fotbollsspelare som spelar som vänsterback för den brasilianska klubben Sport Recife, på lån från Cruzeiro EC.
Mena spelar även för Chiles fotbollslandslag.